# 中华成语博物馆
中华成语博物馆，位于河北省邯郸市北湖，是中华成语文化园的组成部分，2012年开建，预计2015年竣工。

## 規模
中华成语文化园是河北省与香港文汇集团合作建设的项目，中华成语博物馆占地2880亩。主要建设成语文化博览体验中心、邯郸古郡风情小镇、中华成语博物馆、成语主题群落式酒店等。
一期开建的中华成语博物馆建筑面积2万余平米，占地110亩，长宽150米。